# Каркавелуш
Каркавелуш (порт. Carcavelos; МФА: [kaɾ.kɐ.ˈve.ɫuʃ]) — парафія в Португалії, у муніципалітеті Кашкайш. Розташована в західній частині країни, на теренах історичної португальської провінції Ештремадура. Входить до складу округу Лісабон. За адміністративним поділом, чинним до 1976 року, терени парафії були складовою провінції Ештремадура. Належить до Лісабонського патріархату Католицької церкви. Патрон — Діва Марія. Площа — 4,5097 км². Населення — 23347 ос. (2011). Сильно урбанізований регіон. Густота населення — 5177,06 осіб/км²
. Код — 110502.

## Населення
| Кількість мешканців | Кількість мешканців | Кількість мешканців | Кількість мешканців | Кількість мешканців | Кількість мешканців | Кількість мешканців | Кількість мешканців | Кількість мешканців | Кількість мешканців | Кількість мешканців | Кількість мешканців | Кількість мешканців | Кількість мешканців | Кількість мешканців |
| ------------------- | ------------------- | ------------------- | ------------------- | ------------------- | ------------------- | ------------------- | ------------------- | ------------------- | ------------------- | ------------------- | ------------------- | ------------------- | ------------------- | ------------------- |
| 1864                | 1878                | 1890                | 1900                | 1911                | 1920                | 1930                | 1940                | 1950                | 1960                | 1970                | 1981                | 1991                | 2001                | 2011                |
| 210                 | 260                 | 355                 | 513                 | 969                 | 457                 | 1 592               | 1 812               | 2 072               | 4 970               | 7 290               | 12 888              | 18 014              | 20 037              | 23 347              |